# Association internationale des sociologues de langue française
Fondée à Bruxelles en 1958, sur l'initiative de Georges Gurvitch et d'Henri Janne, l'Association internationale des sociologues de langue française (AISLF), selon le premier article de ses statuts, « regroupe des sociologues et d'autres spécialistes en sciences sociales donnant une orientation sociologique à leurs travaux, quelle que soit leur nationalité, à condition qu'ils utilisent le français, pour une part notable, dans leur activité scientifique ». À sa création, elle regroupait les chercheurs partisans d'une sociologie soucieuse de participer à l'émancipation des individus et des groupes.

## Présentation
Cette association se donne comme objectif de stimuler les échanges internationaux au sein des espaces pluriculturels francophones.
L'AISLF est un membre collectif de l'Association internationale de sociologie.
L'AISLF compte, fin 2004, près de 1 500 membres originaires de cinquante-neuf pays (francophones ou non).
Son site donne la liste des membres, les sujets d'étude de ses cinquante groupes de travail et annonce régulièrement les colloques.
Depuis 2006, l'AISLF publie la revue en ligne SociologieS.

## Présidents
- Bureau provisoire 1958, Henri Janne
- 1963-1965, Georges Gurvitch
- 1965-1968, Georges Balandier
- 1968-1971, Maurice Erard
- 1971-1975, Chedly Ayari
- 1975-1978, Fernand Dumont
- 1978-1985, Raymond Ledrut
- 1982-1985, Marcel Bolle De Bal
- 1985-1988, Christian Lalive d’Épinay
- 1988-1992, Edward Tiryakian
- 1992-1996, Renaud Sainsaulieu
- 1996-2000, Liliane Voyé
- 2000-2004, Daniel Mercure
- 2004-2008, Monique Hirschhorn
- 2008-2012, André Petitat
- 2012-2016, Didier Vrancken
- 2016-2020, Marc-Henry Soulet
- 2021-, Imed Melliti

## Congrès avec thèmes et publication
- 1958, Bruxelles,  Belgique
  - La sociologie des pays d’Outremer, Publié dans la Revue de l’Institut de sociologie.
- 1959, Royaumont,  France
  - Les cadres sociaux de la Sociologie, Publié dans les Cahiers internationaux de sociologie, vol. XXVI, 1959.
- 1960, Genève,  Suisse
  - Structures sociales et démocratie économique, publié dans la Revue de l’Institut de sociologie, Bruxelles, no 1-2, 1960.
- 1962, Cerisy-la-Salle,  France
  - Signification et fonction des mythes dans la vie et la connaissance politiques, publié dans les Cahiers internationaux de sociologie, Vol. XXXIII, 1962.
- 1964, Québec,  Québec  Canada
  - Les classes sociales dans le monde d’aujourd’hui, publié dans les Cahiers internationaux de sociologie, vol. XXXVIII et XXXIX, 1965.
- 1965, Royaumont,  France
  - Sociologie de la construction nationale dans les nouveaux États, publié dans la Revue de l’Institut de sociologie, Bruxelles, no 2-3, 1967.
- 1968, Neuchâtel,  Suisse
  - Sociologie des mutations, publié aux Éditions Anthropos, Paris, 1970.
- 1971, Hammamet,  Tunisie
  - Spécificités culturelles et industrialisation Travaux de la section Tiers Monde, parus dans la Revue tunisienne de sciences sociales, no 36-37-38-39, 1974.
- 1975, Menton,  France
  - Sociologie du Progrès Publié sous Le Progrès en question, Paris, Éditions Anthropos, 1978, Vol. I, 369 p., Vol. II, 403 p.
- 1978, Toulouse,  France
  - Mouvements régionaux, minorités ethnoculturelles, nations, publié de manière fractionnée dans diverses revues dont Pluriel, no 15 et 16, 3e et 4e trimestre 1978 ; Les Cahiers internationaux de sociologie, Vol. LXVI, 1979.
- 1982, Paris,  France
  - Les sciences sociales dans les années 80 : tâches et défis, Bulletin no 1 de l’AISLF, 1983.
- 1985, Bruxelles,  Belgique
  - 1984, et alors ? L’individu et la machine sociale, Bulletin no 3 de l’AISLF, 1986.
- 1988, Genève,  Suisse
  - Le lien social. Identités personnelles et solidarités collectives dans le monde contemporain, Actes publiés à l’Université de Genève, 3 tomes, en 1989, sous le même titre.
- 1992, Lyon,  France
  - Les nouveaux mondes et l’Europe, Actes publiés en trois volumes :
    - La réinvention de la démocratie, ethnicité et nationalismes en Europe et dans les pays du Sud, Gabriel GOSSELIN et Anne Van Haecht, Paris, L’Harmattan, coll. Logiques sociales, 1994, 236 p.
    - Les sociétés pluriculturelles, Gabriel Gosselin et Henri Ossébi, Paris, L’Harmattan, coll. Logiques sociales, 1994, 143 p.
    - Vie quotidienne et démocratie. Pour une sociologie de la Transaction sociale (suite), Maurice Blanc, Marc Mormont, Jean Rémy, Tom Storie, Paris, L’Harmattan, coll. Logiques sociales, 1994, 320 p.
- 1996, Évora,  Portugal
  - L’invention de la société. De l’élucidation à l’action (publication en cours)
- 2000, Québec,  Québec  Canada
  - Une société-monde ? Actes publiés en 2001 aux éditions De Boeck et aux Presses de l’Université Laval : Une société monde ? Les dynamiques sociales de la mondialisation, sous la direction de Daniel Mercure, collection Sociologie contemporaine.
- 2004, Tours,  France
  - L’individu social. Autres réalités, autre sociologie[1]?
- 2008, Istanbul,  Turquie
  - Être en société - le lien social à l'épreuve des cultures[2]
- 2012, Rabat,  Maroc
  - Penser l’incertain[3]
- 2016, Montréal,  Québec Canada
  - Sociétés en mouvement, sociologie en changement[4]